# 遼陽県 (瀋陽市)
遼陽県（りょうよう-けん）は中華人民共和国遼寧省にかつて存在した県。現在の瀋陽市遼中区北東部に相当する。
前漢により設置され、西晋により廃止された。